# I’m In Love (I Wanna Do It)
I’m In Love (I Wanna Do It) – singel włoskiego DJ-a Aleksa Gaudina. Utwór został wydany 19 września 2010. Napisany został przez Tim Powella, Alexa Fortunata Gaudina i Giuseppego D'Albenzia, natomiast wyprodukowany przez Alexa Fortunata Gaudina. W singlu wokalnie udziela się wokalistka Maxine Ashley. Singel zanotował 10. miejsce w Wielkiej Brytanii a także w październiku 2010
1. miejsce na Billboard's Hot Dance Airplay.

## Lista utworów
Singel CD  Digital download
1. "I’m In Love (I Wanna Do It)" (Vocal Edit) – 2:51
2. "I’m In Love (I Wanna Do It)" (Vocal Club Mix) – 8:05
3. "I’m In Love (I Wanna Do It)" (Original Extended) – 7:27
4. "I’m In Love (I Wanna Do It)" (Wideboys Remix) – 7:13
5. "I’m In Love (I Wanna Do It)" (Kurd Maverick Remix) – 7:42
6. "I’m In Love (I Wanna Do It)" (Jupiter Ace Vocal Remix) – 4:42

## Słowa i produkcja
- Główny wokal – Maxine Asley
- Muzyka - Tim Powell, Alex Fortunato Gaudino, Giuseppe D'Albenzio
- Słowa - Tim Powell, Alex Fortunato Gaudino, Giuseppe D'Albenzio
- Producent - Alex Fortunato Gaudino
- Wytwórnia – Ministry of Sound